# ISO 3166-2:BW
ISO 3166-2:BW – kody ISO 3166-2 dla podjednostek administracyjnych Botswany.
Kody ISO 3166-2 to część standardu ISO 3166 publikowanego przez Międzynarodową Organizację Normalizacyjną. Kody te są przypisywane głównym jednostkom podziału administracyjnego, takim jak np. województwa czy stany, każdego kraju posiadającego kod w standardzie ISO 3166-1.
Aktualnie (2019) dla Botswany zdefiniowano kody dla 10 dystryktów i 6 miast.
Pierwsza część oznaczenia to kod Arabii Saudyjskiej zgodnie z ISO 3166-1, natomiast druga część oznaczenia znajdująca się po myślniku to dwucyfrowy kod jednostki administracyjnej.

## Kody ISO
| Kod ISO | Nazwa jednostki administracyjnej | Rodzaj jednostki administracyjnej |
| ------- | -------------------------------- | --------------------------------- |
| BW-CE   | Central                          | dystrykt                          |
| BW-CH   | Chobe                            | dystrykt                          |
| BW-FR   | Francistown                      | miasto                            |
| BW-GA   | Gaborone                         | miasto                            |
| BW-GH   | Ghanzi                           | dystrykt                          |
| BW-JW   | Jwaneng                          | miasto                            |
| BW-KG   | Kgalagadi                        | dystrykt                          |
| BW-KL   | Kgatleng                         | dystrykt                          |
| BW-KW   | Kweneng                          | dystrykt                          |
| BW-LO   | Lobatse                          | miasto                            |
| BW-NE   | North East                       | dystrykt                          |
| BW-NW   | North West                       | dystrykt                          |
| BW-SP   | Selebi-Pikwe                     | miasto                            |
| BW-SE   | South East                       | dystrykt                          |
| BW-SO   | Southern                         | dystrykt                          |
| BW-ST   | Sowa                             | miasto                            |